# Pterolophia thomensis
Pterolophia thomensis là một loài bọ cánh cứng trong họ Cerambycidae.